# Fontburn
Fontburn est un barrage-réservoir d’eau potable de 35 ha situé à 15 km au nord-ouest de la petite ville de Morpeth (Northumberland).

## Histoire
Le barrage a été construit à la fin du XIXe siècle pour alimenter en eau potable une partie du sud-est du Northumberland.

## Faune et flore
Le rivage nord est surtout couvert de broussailles et d'une ripisylve où dominent les saules, prunelliers, les sureaux, les bouleaux, l’aubépine et le noisetier. Le sabot de Vénus trouve un milieu favorable dans les limons fertiles de la zone de marnage. À l’extrême pointe sud-est de ce lac s'étend une zone marécageuse où abondent la Reine-des-prés, l’Angélique des bois, la Centaurée noire et l’achillée sternutatoire et dans la partie lagunée on trouve même la Scirpe des marais, la Baldingère faux-roseau, la Renoncule flammette et la Renouée amphibie.
On relève la présence de quatre espèces de reptiles autochtones : le lézard, vipère, orvet et Couleuvre à collier, et cinq espèces d’amphibiens autochtones : la Grenouille rousse, le Crapaud commun, le triton commun, le triton palmé et le Triton crêté : la présence de ces animaux confirme la richesse biotique de cette zone humide. L'effectif de couleuvres à Fontburn en fait l'une des colonies les plus septentrionales de cette espèce en Grande-Bretagne.
Il y a régulièrement des introduction de truites dans ce lac, qui est fréquenté par les amateurs de pêche à la ligne.

## Anciens monuments
Il y a, non loin du lac, des cairns de l’Âge du bronze qu'il est facile de rallier à pied. La région est d'ailleurs appréciée des randonneurs.

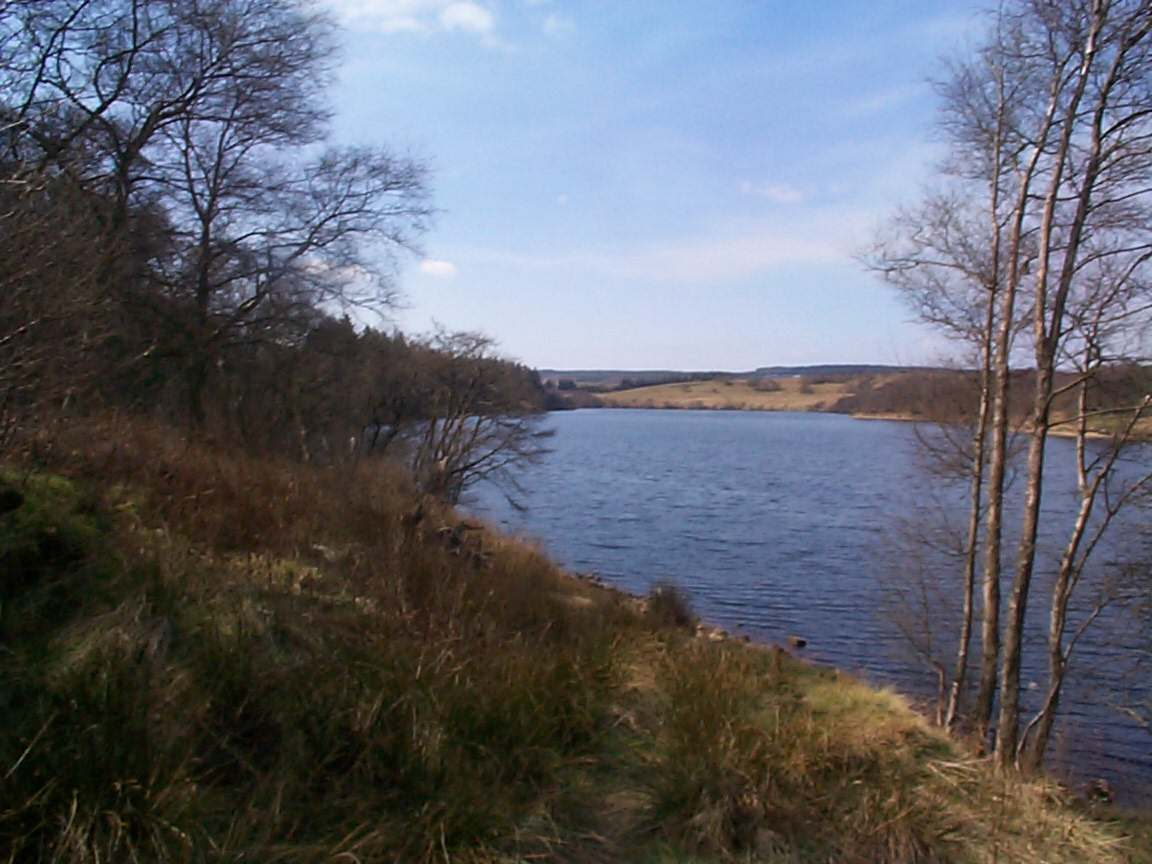
Le lac de retenue
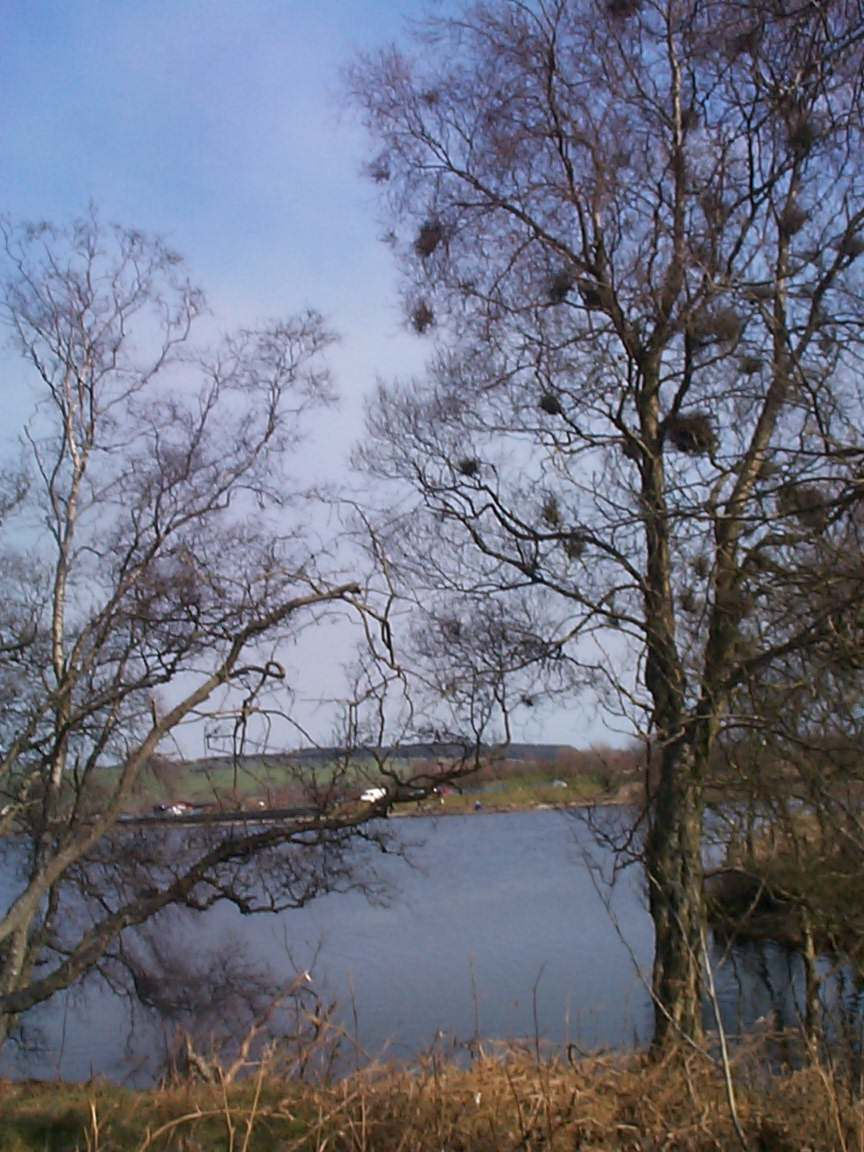
réservoir de Fontburn
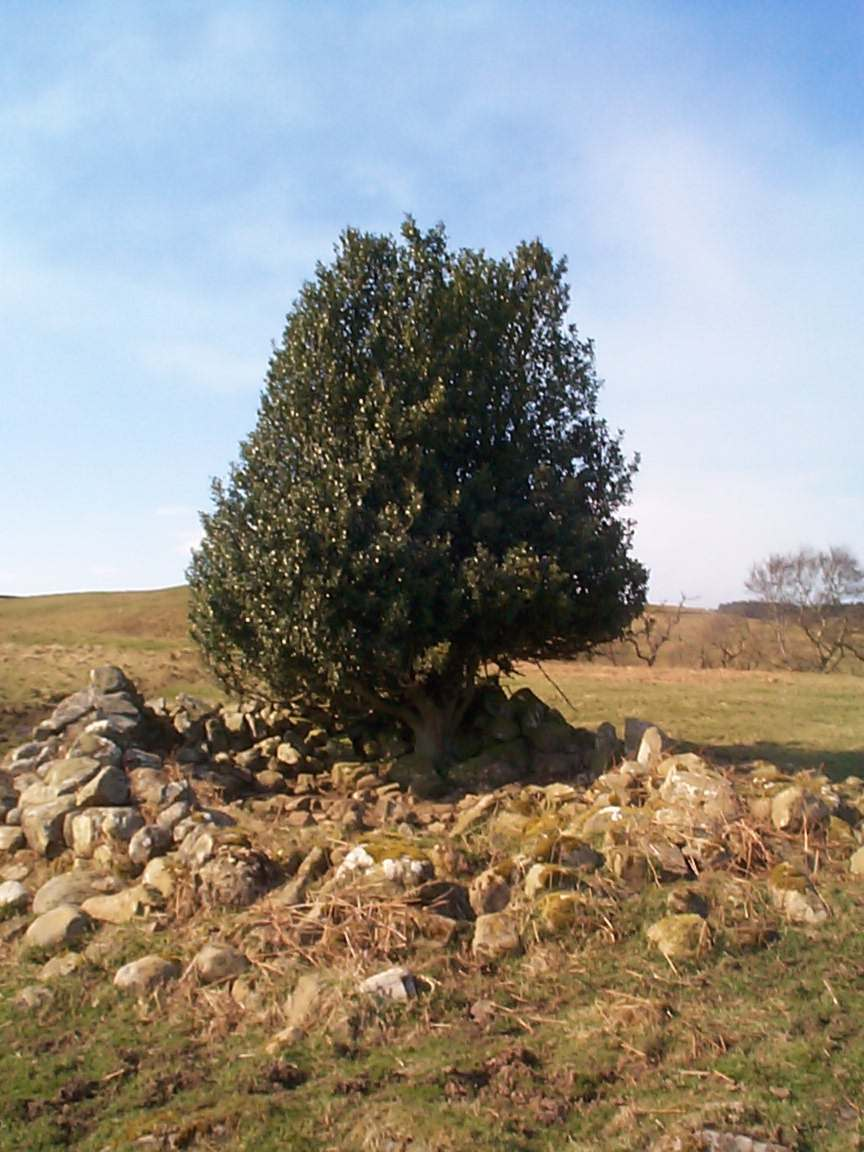
Cairns de l'âge du Bronze
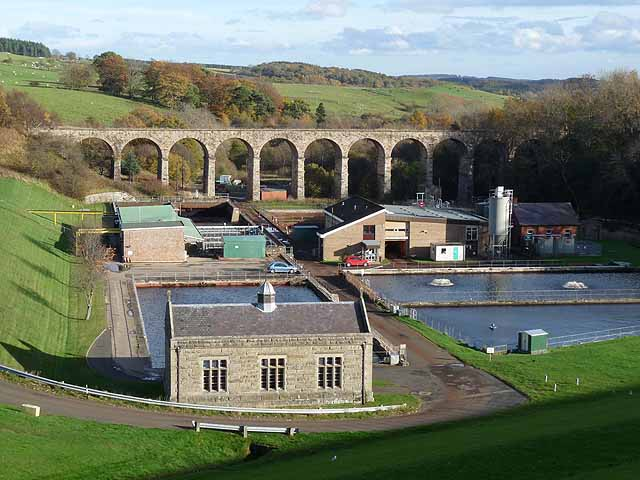
Usine de traitement de l'eau